# Straumøya (Fitjar)
Ne doit pas être confondu avec Straumøya.
Straumøya est une île dans le landskap Sunnhordland du comté de Vestland. Elle appartient administrativement à Fitjar.

## Géographie
Rocheuse et désertique, elle s'étend sur environ 1,813 km de longueur pour une largeur approximative de 530 m. Elle compte neuf bâtiments dont plusieurs habitations. 